# Étang du Rouch
L'étang du Rouch, désigne un lac glaciaire d'altitude en Ariège dans la vallée de Siguer, dans les Pyrénées françaises.

## Géographie
Sur la commune de Siguer, l'étang se situe à 2 549 m d'altitude dans la haute vallée du ruisseau de Siguer (dénommé ruisseau de Gnioure de sa source au barrage), laquelle est typique du haut Vicdessos où à chaque étage se blottit un étang. Dans un environnement largement minéral, il est immédiatement dominé au sud par le sommet frontalier avec l'Andorre du pic de Font Blanca également appelé pic de Port (2 903 m).

### Hydrographie
Sa surface est de 4,3 hectares. Il se déverse par un ruisseau non dénommé dans le ruisseau de Gnioure en rive droite.

## Faune
Des truites fario et saumons de fontaine sont présents.

## Voies d'accès
Au-delà du vaste étang de Gnioure, la vallée du ruisseau de Gnioure, cependant longée par le GRT 64 qui se rend au port de l'Albeille, est très peu fréquentée. Se rendre à l'étang du Rouch depuis le parking du Bouychet (925 m) terminant la RD 224 au-dessus de Siguer semble logique : c'est cependant une hypothèse difficile de plus de 6 heures de montée à n'engager que par beau temps en été. La fin de la montée vers l'étang du Rouch implique de quitter le GRT 64 sans sentier apparent.
Une variante un peu plus facile consiste à atteindre le port de Siguer (2 395 mètres) en suivant le GRT 65 toujours depuis le parking du Bouychet.
L'accès depuis El Serrat par le riu de Rialb en Andorre est plus aisé et beaucoup moins long.